# Moonshot
Moonshot é um filme norte-americano de comédia romântica e ficção científica dirigido por Chris Winterbauer e escrito por Max Taxe. É estrelado por Cole Sprouse, Lana Condor, Mason Gooding, Emily Rudd e Zach Braff. A trama segue um estudante universitário (Condor) que ajuda um barista (Sprouse) a embarcar em um ônibus espacial para Marte. O filme está programado para ser lançado na HBO Max em 31 de março de 2022.

## Enredo
Um barista descontraído chamado Walt foge ilegalmente a bordo de um ônibus espacial para um Marte colonizado. Walt se une a Sophie, uma estudante universitária que vai a Marte para ver seu namorado, a fim de chegar ao planeta vermelho sem ser pego.

## Elenco
- Cole Sprouse[1] — Walt
- Lana Condor[1] — Sophie
- Mason Gooding[1] — Calvin
- Emily Rudd[1] — Ginny
- Zach Braff[1]
- Lukas Gage[3] — Calvin Riggins
- Michelle Buteau[4] — Captain Tartar
- Christine Adams[5] — Jan

## Produção
Moonshot é o segundo longa-metragem de um acordo de quatro filmes entre a HBO Max e a produtora Berlanti-Schechter Films.
Entre abril e julho de 2021, Cole Sprouse, Lana Condor, Mason Gooding, Emily Rudd, Lukas Gage e Zach Braff foram confirmados para estrelar. A produção começou em Atlanta, Geórgia, em junho de 2021.

## Lançamento
O filme está programado para ser lançado na HBO Max em 31 de março de 2022. Inicialmente, estava previsto para 24 de março.